# Раш, Карем Багирович
Ка́рем Баги́рович Раш (2 января 1936, село Акко Тали́нского района Армянской ССР, СССР — 24 июля 2016, Москва, Россия) — советский, российский писатель, публицист, военный историк. Капитан 1-го ранга, член Союза писателей России. Литературное имя — Кавад Раш. Известен в России и за рубежом как «идеолог Вооружённых Сил» России. В память о нём проводятся Всероссийские Рашевские чтения.

## Биография
Карем (Кавад) Раш родился 2 января 1936 году в селе Акко Тали́нского района Советской Армении. При рождении имя — Карем, потомственный пир курдов, исповедующих езидизм.
Отец Карема Раша — участник Первой мировой войны: воевал на Кавказском фронте; хорунжий.
Карем Раш окончил среднюю школу в поселке Лагодехи Кахетинской области Грузинской ССР.
В 1954 году поступил на Восточный факультет Ленинградского университета, на кафедру иранской филологии. После четвёртого курса перевёлся на факультет журналистики ЛГУ, который окончил в 1963 году.
Около 15 лет жил и работал в Сибири. Основное место работы — Новосибирск, Академгородок. Специализация — освещение научной деятельности в СССР от Урала до Курил, описание исторического прошлого Сибири и её современного состояния<.
В 1967 году в новосибирском Академгородке Карем Раш основал фехтовальный клуб «Виктория». Название клуба — в честь Полтавской победы. В нём воссоздавались методы воспитания российских кадетских корпусов. Клуб стал известен за пределами СССР: по сценарию Карема Раша был снят документальный фильм о юных «мушкетёрах», получивший всесоюзные премии и гран-при кинофестиваля в Италии. Для ознакомления с «Викторией» к Карему Рашу приезжали многие известные деятели: в частности, президент Франции Жорж Помпиду.
В качестве литературного псевдонима Карем Раш взял древнее иранское имя Кавад. При крещении его имя — Константин.
С 1977 года — литературная деятельность в Москве.
В период острых общественных дискуссий о роли и значении Вооруженных сил СССР, развернувшихся в конце 1980-х годов, в 1989 году «Военно-исторический журнал» в семи номерах опубликовал историко-философское эссе Карема Раша «Армия и культура». В нём доказывалось, что «Армия, основанная на братском самопожертвовании, и есть олицетворение высшей Культуры». Министр обороны СССР Д. Т. Язов поручил напечатать «Армию и культуру» в газетах всех военных округов и флотов. Названный труд Карема Раша обсуждался, в частности, на конференциях и тематических семинарах. Он был републикован в США (в Пентагоне), вызвав широкий резонанс в прочих государствах НАТО. В результате Карема Раша за пределами СССР стали называть идеологом военной мощи, «Идеологом Вооруженных Сил».
В 1990 году Карем Раш окончил офицерские курсы «Выстрел»: ему было присвоено флотское воинское звание капитан-лейтенант.
В 1990 году был избран делегатом Всеармейского офицерского собрания от гвардейской Таманской мотострелковой дивизии.
В том же 1990 году министр обороны СССР Д. Т. Язов присвоил Карему Рашу за его особые заслуги воинское звание капитана 1-го ранга с правом ношения военной формы одежды, наградив именным кортиком.
Выступления Раша вызвали резкую реакцию левых и либеральных оппонентов. Так, историк Александр Шубин сравнивал «воинствующий консерватизм Раша» с нацизмом, характеризуя его взгляды «как реакционные и казарменные». Николай Андреев опубликовал в журнале «Огонёк» статью «Обыкновенный рашизм», в которой писал:

Война никогда не была благородным делом человека, сколько бы Раш и его соратники по образу мыслей ни силились это доказать. <…> Провозглашать благородным делом вторжение на танках в другие суверенные государства? Под дулом автомата учить жить другие народы? Восславлять оккупацию чужой территории? Нет, это не признак патриотизма. Это типично милитаристское мышление.

Карем Раш — автор около тридцати работ о казачестве. В 2005 году журнал «Слово» опубликовал его историческое эссе «Несменяемые стражи». Данный труд Советом атаманов Союза казаков России был признан лучшей работой о казачестве. В результате Карему Рашу был вручен патент казачьего полковника Союза казаков России. По ходатайству сибирских казаков Карем Раш был приписан к Сибирскому казачьему войску.

Карем Раш — певец тех, кого он сам называл «ядром отечественной элиты»: офицерского корпуса, казачества, военного сословия в целом. В своих трудах писатель интересно и глубоко представлял повседневную историю отечественного флота, армии, медицины. Тиражи печатных изданий Раша достигали нескольких миллионов экземпляров. […] Зарубежные обозреватели окрестили Карема Раша главным «идеологом русских вооруженных сил».
— Сайт Российского исторического общества (13.12.2019).
Карем Раш скончался в Москве 24 июля 2016 года. Похоронен на Троекуровском кладбище.

Мировоззрение почившего писателя, его взгляд на будущее России и значение для неё флота ярко проявились в его заключительных словах на съезде Движения поддержки Флота, состоявшегося в Москве 29 октября 2010 года: «Великое государство должно быть морским! […] Наше будущее на морях и морская парадигма развития России, заданная ещё Петром Великим, обязательно восторжествует!».
— Редакция газеты «День литературы» (25.07.2016).

## Основные труды

### Книги
- Дорога и судьба
- Витязи Господни
- Рассуждение о русской дороге
- Война за Сердце России
- Стража русистов
- Academia Sibirica
- Рождение русского спецназа
- Парад: Повести
- Рождение танковой нации
- Железные солдаты
- Православное рыцарство
- Золото Сибири
- Русский выезд
- Во славу Отечества. Офицер в обществе: долг, честь, подвижничество
- Небываемое бывает
- Сибиряки против СС
- Сибиряки: Повести
- Христос воскресе, матросы
- Армия и культура
- Время офицеров
  - Рец. на кн. «Время офицеров»: Голубев Владимир. Оберегая честь и славу Отечества // Русская народная линия, 11.09.2012

### Повести
- Приглашение к бою
- Лето на перешейке
- Кто сеет хлеб, тот сеет правду[4]

### Эссе
- Несменяемые стражи
- Жду пришествия казаков и Святого Духа
- Императорский прорыв. Иранский поход
- Казаки нам не изменят
- Казачество в судьбах России
- Православное рыцарство
- «Предестенация». (Похвальное слово Российскому Флоту)[2]

## Членство в общественных организациях
- Член Союза писателей России (член Высшего творческого совета)
- Академик Петровской академии наук и искусств
- Действительный член Императорского православного палестинского общества
- Член Общероссийского движения поддержки Флота (член Центрального совета)[3][3][11][2]

## Членство в редакционных советах
- Член научно-редакционного совета энциклопедии «Казачество»
- Член редакционного совета альманаха «Тобольск и вся Сибирь»[2]

## Оценки литературной деятельности
О чём бы ни писал Раш — о моряках, десантниках, пехотинцах, танкистах, летчиках, артиллеристах, военных медиках и музыкантах, кадетах, юнкерах, казаках, о государственной границе или о проблемах отечественного самолётостроения и автопрома, — везде его взгляд на проблему глубок, оригинален и свеж. […] Но тайна влияния Раша на читателя не только в его эрудиции историка и писательском мастерстве, а, прежде всего, в понимании и признании высокой миссии русского солдата, который не раз спасал Родину и мир от гибели. Раш любит армию.
— Н. С. Михалков, кинорежиссёр (2007).
- Карем Раш «подвижнически служил более 50 лет интересам Флота, Армии, офицерского корпуса, сохранению и развитию нравственных основ и профессиональных традиций воинства нашего Отечества»[4].
- Литературно-публицистическое наследие и философию Карема Раша Общероссийское движение поддержки Флота считает «очень значимыми»[9].

## Рашевские чтения
С 2017 года по темам литературно-публицистического наследия Карема Раша проводятся Всероссийские Рашевские чтения. Их основной организатор — Общероссийское движение поддержки Флота. Чтения проходят при поддержке Министерства обороны РФ. Участники чтений — представители ВМФ, Сухопутных войск, ВКС, РВСН, иных структур Вооруженных Сил России, береговой охраны, военных и гражданских вузов, морского и речного транспортных, а также рыбопромыслового флотов, судостроительной промышленности, морской науки, государственных органов власти, общественных объединений. География участников — десятки регионов России.
В 2017 году чтения состоялись в Военном университете Министерства обороны РФ, в 2019 году — в Дипломатической академии МИД России.

Смыслом Рашевских чтений является привлечение широкого и качественного внимания к истории, публицистике, служащих действительным интересам нашего Отечества, и воздание должного подвижнической деятельности Карема Багировича Раша.
— М. П. Ненашев, капитан 1-го ранга запаса, председатель Общероссийского движения поддержки Флота (2017).

### Справочно-энциклопедические издания
- Абросимов В. А. Раш, Карем Багирович // Казачество. Энциклопедия. — М.: 2015. Изд. 3-е.

### Публицистика
- Саид Юлия. Рыцарь Востока // Новый Курдистан. 2001. № 1 (31).
- Михалков Н. С. Предисловие к книге: Раш Кавад. Время офицеров. Письма к русскому офицеру. — М.: Российский фонд культуры, 2007. — 728 с.
- Дергачева И. В., Павлюк А. В. Первые Всероссийские чтения, посвящённые литературно-публицистическому наследию К. Б. Раша — писателя, публициста, историка // Сайт Московского государственного психолого-педагогического университета

### Поэзия
- Зульфикаров Тимур. Апостол русского воинства. Реквием по Каваду Рашу // День литературы, 25.07.2016